# Gary Rowett
Gary Rowett (Bromsgrove, Inglaterra, 6 de marzo de 1974) es un exjugador y entrenador de fútbol inglés. Actualmente dirige al Oxford United de la EFL Championship.

## Carrera como jugador
Comenzó su carrera en el Cambridge United como producto de su sistema juvenil. Formó parte del equipo de Cambridge que logró el quinto lugar en la Segunda División 1991-92, que sigue siendo el mejor resultado de liga del club hasta la fecha. También fueron semifinalistas de los play-offs ese año. También formó parte de la mejor Copa de la Liga de su historia cuando alcanzaron los cuartos de final la temporada siguiente. Después de tres temporadas en el Abbey Stadium, obtuvo un pase a la Premier League con el Everton en marzo de 1994 por £200,000. El Everton ganó la FA Cup en su primera temporada completa, pero Rowett no participó en la carrera ni en la final contra el Manchester United. Después de no poder ingresar al primer equipo, Rowett fue cedido al Blackpool antes de ser vendido al Derby County a cambio de Craig Short. Rowett pasó tres temporadas en el Derby, seguidas de un hechizo de dos años con el Birmingham City, donde ayudó al club a llegar a los play-offs.
En junio de 2000, Rowett regresó a la Premier League uniéndose al Leicester City. Southampton se había interesado en él y ofertó £2 millones, pero no pudo superar los £3 millones de Leicester debido a los costos de su nuevo estadio. Compitió en la Copa de la UEFA, donde perdieron en la primera ronda por penales ante el Estrella Roja de Belgrado. Su primer gol en la máxima categoría para el club el 3 de febrero de 2001 ganó el partido 2-1 contra el Chelsea en Filbert Street, segundos después del gol del rival de Jimmy Floyd Hasselbaink.
En mayo de 2002, se cambió al Charlton Athletic por £3,5 millones. El entrenador del Charlton Alan Curbishley había querido fichar a Rowett durante años, pero eligió al Leicester porque estaba más cerca de su casa y competía en la Copa de la UEFA. Se retiró del fútbol profesional en julio de 2004 debido a una lesión en la rodilla, semanas después que su compañero defensivo Richard Rufus, habiendo hecho solo 13 apariciones en la liga en dos años en The Valley. Volvió a jugar para el Burton Albion en la Conference National, habiendo sido persuadido por el manager Nigel Clough en 2005.

## Carrera como entrenador

### Burton Albion
En mayo de 2009, Rowett fue nombrado asistente del nuevo entrenador Paul Peschisolido en Burton Albion. Rowett fue puesto temporalmente a cargo de Burton, asistido por Kevin Poole, luego del despido de Peschisolido en marzo de 2012. El 10 de mayo, Rowett fue anunciado como entrenador permanente de Burton Albion. En su primera temporada, llevó a Burton al cuarto lugar en la League Two, perdiendo en la semifinal de play-off ante Bradford City, y finalizaría en la sexta colocación en la temporada 2013-14 y caería ante el Fleetwood en la final de los play-offs.
Mientras estaba a cargo de Burton, Rowett supervisó su mejor actuación en la Copa de la Liga, ya que llegaron a la tercera ronda en la 2012-13 antes de ser eliminados por el Bradford City. Igualaron este logro dos años más tarde bajo su sucesor Jimmy Floyd Hasselbaink. Desafortunadamente, también estuvo a cargo de sus dos peores derrotas en la Football League, ambas por 7-1. El primero fue contra el Bristol Rovers en abril de 2012, cuando aún era entrenador temporal, y el segundo contra el Port Vale en abril de 2013.
En septiembre de 2014, con Burton cerca de la cima de la League Two, Rowett rechazó la oportunidad de dirigir al Blackpool que se encontraba en el Championship ya que sentía que no era el trabajo adecuado para él en este momento.

### Birmingham City
El 27 de octubre de 2014, Rowett fue nombrado entrenador de su antiguo club, Birmingham City, un lugar por encima de Blackpool en la parte inferior de la tabla del Championship. A él se unieron en Birmingham los miembros del personal de la trastienda de Burton Kevin Summerfield como asistente del entrenador, Mark Sale como entrenador del primer equipo y Poole como entrenador de porteros. El inglés guio a Birmingham del puesto N°21 al N°10 al final de su primera temporada, ganando muchos elogios por el notable cambio de forma.
Rowett fue despedido por Birmingham el 14 de diciembre de 2016 tras su cambio de propiedad y equipo de la sala de juntas, a pesar de llevar al equipo al séptimo lugar en la tabla del Championship y luchar por un lugar en los play-offs. La decisión fue recibida con sorpresa y críticas por parte de los seguidores de Birmingham, y el club nombró a Gianfranco Zola como su reemplazo.

### Derby County
El 14 de marzo de 2017, Rowett fue nombrado nuevo entrenador del Derby County, otro de sus antiguos clubes como jugador y firmó un contrato hasta el final de la temporada 2018-19. El inglés se hizo cargo y Derby se sentó en el décimo lugar, tomando quince puntos de sus últimos nueve juegos para guiarlos a un noveno lugar.
Rowett fichó a cinco jugadores antes del comienzo de la temporada 2017-18 centrándose en gran medida en agregar experiencia a un equipo del Derby que se había ganado la reputación de sufrir caídas posteriores a la Navidad. Después de un comienzo lento de solo 3 victorias en los primeros 10 juegos que los dejó en el puesto N°15 de la tabla, 13 victorias en los siguientes 20 partidos hicieron que el equipo subiera al segundo lugar a principios de año.
A pesar de que Rowett añadió más experiencia al equipo con el fichaje de Cameron Jerome, de 31 años, en la ventana de transferencia de enero, el Derby volvió a sufrir una mala racha después de enero, ganando solo 2 de 13 partidos de liga, una racha que incluyó fuertes derrotas ante los candidatos al descenso Sunderland y Burton Albion para caer brevemente del top 6, antes de un breve resurgimiento en sus últimos tres juegos los vio clasificarse para los playoffs en el último día de la temporada en la sexta plaza con 75 puntos. La campaña de los play-offs terminó con el Derby perdiendo 2-1 en el global ante el Fulham, a pesar de ganar el partido de ida. Poco después del final de la temporada, Rowett solicitó permiso para hablar con Stoke City sobre su puesto directivo vacante.

### Stoke City
Rowett fue nombrado entrenador del Stoke City el 22 de mayo de 2018, firmando un contrato de tres años, con el Stoke pagando al Derby alrededor de £2 millones en compensación. El club rescindió su contrato el 8 de enero de 2019 ante los malos resultados que generaban que el equipo quedase lejos de los puestos de play-offs.

### Millwall
El 21 de octubre de 2019, Rowett fue nombrado nuevo entrenador del Millwall, reemplazando a Neil Harris, quien se fue después de más de cuatro años en el cargo. Después de terminar octavo, undécimo y noveno en sus primeras tres temporadas, firmó un nuevo contrato de duración no revelada en julio de 2022.El 18 de octubre de 2023, el club anunció su salida de mutuo acuerdo.

### Nueva etapa en el Birmingham City
El 19 de marzo de 2024, fue anunciado como entrenador interino del Birmingham City después de que Tony Mowbray se tomara una licencia médica por el resto de la temporada.Supervisó los ocho partidos de liga restantes del club, ganando tres veces, lo que finalmente no fue suficiente para evitar el descenso a la League One en el último día de la temporada.

### Oxford United
El 20 de diciembre de 2024, asumió al frente del Oxford United.

## Clubes

### Como jugador
| Club               | País       | Año       |
| ------------------ | ---------- | --------- |
| Cambridge United   | Inglaterra | 1991-1994 |
| Everton            | Inglaterra | 1994-1995 |
| Blackpool (cedido) | Inglaterra | 1995      |
| Derby County       | Inglaterra | 1995-1998 |
| Birmingham City    | Inglaterra | 1998-2000 |
| Leicester City     | Inglaterra | 2000-2002 |
| Charlton Athletic  | Inglaterra | 2002-2004 |
| Burton Albion      | Inglaterra | 2005-2007 |

### Como entrenador
| Club            | País       | Año           | PJ  | PG  | PE  | PP  | Rendimiento |
| --------------- | ---------- | ------------- | --- | --- | --- | --- | ----------- |
| Burton Albion   | Inglaterra | 2012 - 2014   | 142 | 63  | 34  | 45  | 52.35%      |
| Birmingham City | Inglaterra | 2014 - 2016   | 106 | 42  | 32  | 32  | 49.68%      |
| Derby County    | Inglaterra | 2017 - 2018   | 60  | 26  | 18  | 16  | 53.33%      |
| Stoke City      | Inglaterra | 2018 - 2019   | 29  | 9   | 12  | 8   | 44.82%      |
| Millwall        | Inglaterra | 2019 - 2023   | 196 | 76  | 57  | 63  | 48.47%      |
| Birmingham City | Inglaterra | 2024          | 8   | 3   | 2   | 3   | 45.83%      |
| Oxford United   | Inglaterra | 2024-presente |     |     |     |     |             |
| Total           | Total      | Total         | 540 | 218 | 155 | 167 | 49.94%      |